# Akvatinta
Akvatinta je tehnika slična bakropisu, ali pruža mogućnost dobivanja većeg broja tonova. To se postiže premazivanjem ploče kolofonijem, koji ostavlja zrnatu površinu.